# Senado de Francia
El Senado (en francés: Sénat) es la cámara alta del Parlamento francés, que junto con la Asamblea Nacional, la cámara baja, constituye al poder legislativo de Francia. Está conformado por 348 senadores elegidos por parte de los concejales locales del país, en una elección indirecta, así como por representantes de ciudadanos franceses residentes en el extranjero. Los senadores tienen un mandato de seis años, y la mitad de los escaños se someten a elecciones cada tres años.
El bicameralismo se introdujo por primera vez en Francia en 1795; como en muchos países, asignó a la segunda cámara el papel de moderadora de la primera, aunque durante mucho tiempo como aliada del ejecutivo. El actual modo de selección del Senado se remonta al inicio de la Tercera República, cuando se transformó el llamado Gran consejo de las comunas de Francia. Con el tiempo, desarrolló un sentido de independencia como guardián de las instituciones y guardián de las libertades, favorecido por el hecho de que los senadores son en promedio mayores que los miembros de la Asamblea Nacional, y se incorporan a la casa en la última parte de su carrera política. Los debates en el Senado tienden a ser menos tensos y generalmente reciben menos cobertura de los medios.
El Senado ha tenido una mayoría de derecha desde 1958, con solo una excepción de tres años en 2011-2014. La izquierda se ha opuesto históricamente a la existencia misma de una segunda cámara, mientras que la derecha la defiende, y las controversias sobre el papel del Senado se reavivan de vez en cuando. El presidente del Senado también puede asumir el cargo de presidente interino de Francia en caso de incapacitación o vacante, lo que ocurrió por última vez en 1974. El titular actual del cargo es el senador Gérard Larcher, de Los Republicanos.

## Historia

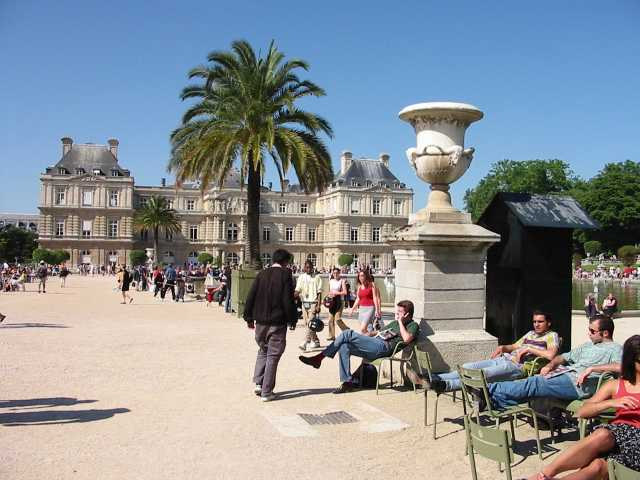
Jardín del Palacio de Luxemburgo.

La Historia de Francia da diferentes nombres a la cámara alta:
- La Constitución termidoriana de 1795 (1795-99) crea el Senado con el nombre de Consejo de Ancianos.
- Se convierte en Senado conservador durante el Consulado y el Imperio (1799-1814).
- Después se llamó Cámara de los pares en la Restauración (1814-30) y durante la monarquía de julio.
- Durante el Segundo Imperio pasa a llamarse Senado (1851-1870).
- La III República establece el Senado Republicano (1875-1940).
- En 1946 se convierte en el Consejo de la República hasta 1958, comienzo de la V República.

## Atribuciones
Según la Constitución francesa el Senado tiene casi las mismas funciones que la Asamblea Nacional. Las iniciativas legislativas provienen del Gobierno (proyectos de ley) o de los miembros del Parlamento (proposiciones de ley). Las dos asambleas deben aprobar el texto antes de ser promulgado.
En el caso de que la Asamblea Nacional y el Senado no consigan llegar a un acuerdo, el gobierno puede decidir -a través de un complejo procedimiento llamado comisión mixta paritaria- otorgar la decisión final a la Asamblea Nacional, cuya mayoría está habitualmente del lado del gobierno. Esto no ocurre con frecuencia: la mayoría de ocasiones las dos sedes se ponen de acuerdo finalmente o el gobierno decide retirar la iniciativa. Sin embargo, este poder da a la Asamblea Nacional una posición preponderante en el proceso legislativo.
El Senado también participa en la acción de control del gobierno mediante la publicación de varios informes a lo largo del año acerca de diversos temas.

### Interinidad en la Presidencia de la República
La Constitución de 1958 confía al Presidente del Senado la función de asumir el cargo de Presidente de la República interinamente (hasta unas nuevas elecciones) en caso de que el Consejo Constitucional constatase la vacante temporal o definitiva por fallecimiento, enfermedad, dimisión u otras razones.
Alain Poher ocupó en dos ocasiones el Elíseo por esta razón: en 1969 tras la dimisión de Charles de Gaulle y en 1974 tras la muerte de Georges Pompidou.

## Composición y modo de elección
Hasta 2004 los senadores eran elegidos por 9 años por sufragio indirecto, por los grandes electores (grands électeurs), que eran elegidos por sufragio directo y eran renovados por tercios cada 3 años (series A, B y C).
A partir de la renovación de septiembre de 2004 la duración del mandato se fue reduciendo progresivamente a 6 años. La renovación de ahí en adelante se hizo cada 3 años en dos series (series 1 y 2). Una parte de los senadores elegido en 2004 tuvo un mandato de 6 años y la otra de 9. Los elegidos en 2008 fueron todos elegidos por 6 años. La nueva ley además bajó la edad necesaria para ser elegible de 35 a 30 años, a partir de 2011 de 30 a 24 años.
Asimismo, modificaba el reparto de los escaños por departamentos para reflejar las evoluciones de la población francesa. Así, los miembros del Senado pasaron a ser 343 en 2008 y 348 en 2011 con el siguiente reparto:
- 326 de los departamentos metropolitanos y de ultramar (cada departamento tiene al menos un representante).
- 2 de la Polinesia Francesa.
- 2 de Nueva Caledonia.
- 2 de Mayotte.
- 1 de San Pedro y Miquelón.
- 1 de San Martín.
- 1 de San Bartolomé.
- 1 de Wallis y Futuna.
- 12 representantes de los franceses residentes en el extranjero.

Los representantes de los franceses en el extranjero son elegidos por la Asamblea de franceses en el extranjero.
En cada renovación parcial, es decir, cada tres años, el Senado elige o reelige su órgano de gobierno y su Presidente. El Presidente del Senado es actualmente Jean-Pierre Bel, electo el 1 de octubre de 2011.
Los grandes electores son:
- de una parte (95% del colegio electoral) los representantes de las comunas, alcaldes, adjuntos a la alcaldía, consejeros municipales y delegados de los consejos municipales en las comunas más importantes; su número es fijado en función de la población de la comuna.
- de otra parte (5% del colegio electoral) los consejeros generales, consejeros regionales y los diputados.

## Composición

### Grupos parlamentarios
| Grupo Parlamentario | Grupo Parlamentario                                                                                                   | Presidente           | Escaños  | Escaños   | Escaños  | Escaños |
| Grupo Parlamentario | Grupo Parlamentario                                                                                                   | Presidente           | Miembros | Asociados | Adjuntos | Total   |
| ------------------- | --- | -------------------- | -------- | --------- | -------- | ------- |
|                     | Republicanos del Senado Les Républicains du Sénat                                                                     | Bruno Retailleau     | 99       | 20        | 13       | 132     |
|                     | Grupo Socialista en el Senado Groupe Socialiste et Sénat                                                              | Patrick Kanner       | 64       | 0         | 0        | 64      |
|                     | Grupo Unión Centrista Union Centriste                                                                                 | Hervé Marseille      | 50       | 4         | 2        | 56      |
|                     | Grupo de Demócratas, Progresistas e Independientes Groupe Rassemblement des Démocrates, Progressistes et Indépendants | François Patriat     | 20       | 2         | 0        | 22      |
|                     | Grupo Comunista, Republicano, Ciudadano y Ecologista Groupe Communiste, Républicain, Citoyen et Ecologiste            | Cécile Cukierman     | 18       | 0         | 0        | 18      |
|                     | El Grupo Independientes – República y Territorios Les Indépendants – République et Territoires                        | Claude Malhuret      | 18       | 0         | 0        | 18      |
|                     | Grupo Ecologista del Senado Groupe Écologiste du Sénat                                                                | Guillaume Gontard    | 16       | 0         | 0        | 16      |
|                     | Grupo de Agrupación Demócrata y Social Europea Groupe du Rassemblement Démocratique et Social Européen                | Maryse Carrère       | 16       | 0         | 0        | 16      |
|                     | Independientes Indépendants                                                                                           | Christopher Szczurek | 5        | 0         | 0        | 5       |
| Fuente: Sénat       | |                      |          |           |          |         |

### Presidente
| Cargo      | Titular        | Lista |
| ---------- | -------------- | ----- |
| Presidente | Gérard Larcher | LR    |

## Composición histórica
| 14  | 51  | 63 | 6    | 34  | 75   | 20   | 44  |
| COM | SOC | GD | Otr. | MRP | UREI | RIAS | UNR |

| 14  | 52  | 50 | 6    | 35  | 65   | 20   | 32  |
| COM | SOC | GD | Otr. | MRP | UREI | RIAS | UNR |

| 14  | 52  | 50 | 11   | 38  | 60   | 19   | 30  |
| COM | SOC | GD | Otr. | MRP | UREI | RIAS | UNR |

| 18  | 52  | 43 | 14   | 47   | 54   | 19   | 36  |
| COM | SOC | GD | Otr. | UCDP | UREI | RIAS | UDR |

| 18  | 49  | 38 | 19   | 46   | 59   | 16   | 38  |
| COM | SOC | GD | Otr. | UCDP | UREI | RIAS | UDR |

| 20  | 51  | 35 | 20   | 54   | 58   | 15   | 30  |
| COM | SOC | GD | Otr. | UCDP | UREI | RIAS | UDR |

| 23  | 62  | 26 | 14  | 9    | 61   | 52   | 15   | 33  |
| COM | SOC | GD | SRG | Otr. | UCDP | UREI | RIAS | RPR |

| 23  | 69  | 13  | 26 | 13   | 67   | 52   | 41  |
| COM | SOC | SRG | GD | Otr. | UCDP | UREI | RPR |

| 24  | 70  | 12  | 27 | 5  | 71   | 50   | 58  |
| COM | SOC | SRG | GD | O. | UCDP | UREI | RPR |

| 15  | 64  | 35 | 4  | 70 | 54   | 77  |
| COM | SOC | GD | O. | UC | UREI | RPR |

| 16  | 66  | 23  | 5  | 68 | 52   | 91  |
| COM | SOC | RDE | O. | UC | UREI | RPR |

| 16  | 70  | 23  | 10 | 66 | 47   | 90  |
| COM | SOC | RDE | O. | UC | UREI | RPR |

| 16  | 75  | 24  | 8  | 59 | 46 | 94  |
| CRC | SOC | RDE | O. | UC | RI | RPR |

| 16  | 78  | 21  | 6  | 52 | 49 | 99  |
| CRC | SOC | RDE | O. | UC | RI | RPR |

| 23  | 83  | 19  | 6  | 53 | 40 | 96  |
| CRC | SOC | RDE | O. | UC | RI | RPR |

| 23  | 97  | 16  | 7  | 33 | 155 |
| CRC | SOC | RDE | O. | UC | UMP |

| 23  | 116 | 17  | 7  | 29 | 151 |
| CRC | SOC | RDE | O. | UC | UMP |

| 21  | 128 | 10  | 19  | 6  | 31     | 130 |
| CRC | SOC | ECO | RDE | O. | UDI-UC | UMP |

| 18  | 111 | 10  | 13  | 9  | 43     | 144 |
| CRC | SOC | ECO | RDE | O. | UDI-UC | UMP |

| 16  | 71   | 23  | 6  | 23   | 14   | 51 | 144 |
| CRC | SOCR | RDE | O. | LREM | LIRT | UC | REP |

| 15   | 65  | 12   | 15   | 3  | 23   | 13   | 54 | 148 |
| CRCE | SER | GEST | RDSE | O. | RDPI | LIRT | UC | REP |

| 18   | 64  | 17   | 16   | 4  | 22   | 18   | 56 | 133 |
| CRCE | SER | GEST | RDSE | O. | RDPI | LIRT | UC | REP |

a El mínimo para ser representado en la columna de resultados es haber obtenido diez escaños o más. Si una formación no alcanza este umbral, será agrupada bajo la categoría de "Otros".

## Sede
El palacio del Luxemburgo es un palacio francés del siglo XVII y estilo barroco ubicado en el VI Distrito de París. El palacio, actual sede del Senado francés, fue construido por el arquitecto Salomon de Brosse para María de Médici entre 1615 y 1627. Sufrió numerosas ampliaciones y recortes a lo largo de su historia, y el diseño actual corresponde en su mayor parte a las obras realizadas por el arquitecto Jean-François-Thérèse Chalgrin durante el Primer Imperio francés. Fue recortado con posterioridad por las obras de urbanización periféricas del barón Haussmann. El palacio anexo,  Petit Luxembourg, se construyó en la misma época y es, desde 1825, la residencia de los presidentes del Senado francés.
El palacio está situado en el jardín del Luxemburgo, un parque privado de 22,45 ha que le pertenece y está abierto al público.